# Filippo Volandri
Filippo Volandri (Livorno, 5 settembre 1981) è un allenatore di tennis, commentatore televisivo ed ex tennista italiano.
Il suo miglior ranking ATP in singolare è stato il 25º posto raggiunto nel luglio 2007, ed è stato numero uno d'Italia complessivamente per 218 settimane, di cui 157 consecutive, e per quattro stagioni. Specialista della terra rossa, vanta due titoli nel circuito maggiore su nove finali disputate, ed è uno dei nove tennisti italiani ad aver sconfitto un avversario classificato al primo posto della classifica ATP computerizzata.
Da gennaio 2021 ricopre l'incarico di capitano non giocatore della squadra italiana di Coppa Davis, condotta alla vittoria del torneo in due edizioni consecutive, 2023 e 2024, quinto capitano della storia a vincere due volte il torneo mondiale del tennis a squadre.

## Carriera da giocatore
Volandri comincia a giocare a tennis all'età di sette anni, spinto dal maestro federale Piero Cocchella e dalla zia maestra nazionale Susanna Paoletti ma la passione per il tennis è di famiglia, anche la sorella Veronica è maestra di tennis e il padre è presidente del Tennis Club Livorno, il circolo in cui ha preso in mano per la prima volta una racchetta. Nel 1997 passa tra i professionisti e comincia a lavorare con il coach Fabrizio Fanucci, ma le prime partecipazioni ai Futures italiani sono datati 1998, con quattro eliminazioni al primo turno e due secondi turni che contribuiscono a portare in dicembre il tennista livornese alla 520ª posizione del ranking.
La stagione successiva parte subito con la finale al Futures italiano F1 persa in tre set da Kris Goossens, a cui segue una lunga serie di sconfitte al primo turno. A fine marzo fa la sua prima apparizione nell'ATP Challenger Series perdendo al primo turno al torneo di Barletta. La serie negativa si interrompe in ottobre con il primo trofeo vinto in carriera al Futures Italy F18, battendo in finale 6-1, 6-4 Massimo Dell'Acqua e facendo il suo ingresso tra i top 300 del ranking ATP. A fine mese vince il suo primo incontro in un Challenger a Samarcanda e il mese seguente raggiunge la semifinale all'F1 di Cipro. Nel 2000 è impegnato quasi esclusivamente nel circuito Challenger in cui coglie in febbraio i quarti ad Ahmedabad e in maggio la semifinale a Samarcanda, persa in tre set contro Michail Južnyj. Dopo l'eliminazione nei quarti a Tampere, in agosto gioca la prima finale di categoria a Praga, ma lo spagnolo Albert Montañés gli concede solo due giochi. La vittoria è rimandata però solo di un mese: dopo la semifinale di Aschaffenburg Volandri conquista il Challenger di Biella sconfiggendo nel suo cammino il numero 76 Christophe Rochus e in finale il 98 Hernán Gumy con il punteggio di 6-3, 6-2. Con questo risultato scala circa cinquanta posizioni e arriva a ridosso dei primi 150.

### 2001-2002
Nella prima metà del 2001 giunge in semifinale a Bucarest e a Fürth e ai quarti a Mumbai, Singapore e Sassuolo, debutta in Coppa Davis nello spareggio contro la Finlandia perdendo in due set da Jarkko Nieminen e grazie ad una wild card è nel tabellone principale degli Internazionali d'Italia in cui perde al primo turno da Sergi Bruguera con due tie break. Nel resto della stagione si qualifica per i quarti anche a Venezia, Scheveningen e Brindisi, accede con una wild card al tabellone principale di Palermo in cui viene battuto subito da Albert Portas e conquista gli unici due punti della Nazionale italiana nello spareggio di Davis contro la Croazia battendo nel primo incontro il nº 16 del mondo Goran Ivanišević al quinto set e all'ultima giornata Ivan Vajda, con la Croazia già qualificata. Chiude il 2001 con una serie di sconfitte e al 213º posto del ranking, dopo essere stato 120º in luglio.
Complice un infortunio la stagione 2003 comincia con il Challenger di Olbia di marzo, in cui coglie subito la semifinale. In aprile, dopo i quarti di Napoli, perde in finale nel Challenger di Roma e rientra nei top 200. La settimana dopo accede al tabellone principale degli Internazionali, sempre grazie ad una wild card, e rimedia una sconfitta al primo turno da Tommy Robredo. Si ferma di nuovo ai quarti anche a Valencia, Torino, Sassuolo, Trani e Brindisi, perde in semifinale a Mantova con Potito Starace e la finale di Graz contro il francese Olivier Mutis. A settembre riceve una wild card per il main draw di Palermo e viene sconfitto nuovamente al primo turno dall'armeno Sargis Sargsian.

### 2003-2004
Volandri comincia la stagione qualificandosi per l'Abierto Mexicano Telcel di Acapulco fermandosi nuovamente al primo turno per mano di Mariano Zabaleta. Un paio di settimane dopo si aggiudica il Challenger di Cagliari sconfiggendo in finale l'allora diciassettenne emergente Rafael Nadal in tre set e successivamente partecipa alla disfatta della Nazionale di Davis che perde contro il Marocco e retrocede nel Gruppo II della zona Europea/Africana. Dieci giorni dopo sale alla ribalta al Masters di Monte-Carlo in cui viene sconfitto soltanto ai quarti da Vince Spadea dopo aver eliminato nell'ordine Radek Štěpánek, David Nalbandian e Magnus Norman entrando così nei primi 100 del ranking. La settimana successiva arriva al terzo turno a Barcellona dove viene eliminato dal numero tre del mondo Juan Carlos Ferrero e al Masters di Roma ripete il risultato di Monte-Carlo: batte Nicolás Massú, Raemon Sluiter e nuovamente Radek Štěpánek prima di perdere in tre set contro Roger Federer. Il 12 maggio 2003, grazie alla posizione numero 79 nel ranking ATP, diventa il nuovo numero uno italiano.
Successivamente si qualifica per il Masters di Amburgo ma perde subito da Sébastien Grosjean e partecipa al primo Roland Garros della carriera ma viene subito eliminato dalla quarta testa di serie del tabellone Carlos Moyá, a giugno si aggiudica anche il Challenger di Biella battendo in finale il numero 45 ATP José Acasuso e due settimane dopo perde al primo turno del Torneo di Wimbledon dallo statunitense Brian Vahaly.
A luglio raggiunge i quarti di Båstad e Stoccarda, ma soprattutto la sua prima finale ATP in carriera, la n° 112 disputata da un tennista italiano, a Umago, in cui trova a sbarrargli la strada ancora lo spagnolo Moyá al termine di una partita abbastanza strana, soprattutto nel terzo set. Nella restante parte di stagione non coglie altri risultati di rilievo, da segnalare solo la prima partecipazione agli US Open, con annessa sconfitta al primo turno al cospetto di Jonas Björkman, e la partecipazione allo spareggio di Davis con lo Zimbabwe nel quale l'Italia retrocede nel Gruppo II della Zona Euro/Africana.
Nel gennaio 2004 partecipa ai suoi primi Australian Open venendo eliminato al secondo turno da Juan Carlos Ferrero. Sulla terra rossa sudamericana raccoglie i quarti a Viña del Mar, risultato bissato poi ad Acapulco. Inizialmente, sulla terra rossa europea non ripete i risultati dell'anno passato: perde al primo turno a Monte-Carlo e al terzo a Roma. Al torneo di Sankt Pölten conquista però il suo primo torneo ATP, sconfiggendo in finale Xavier Malisse in due set. Volandri diventa così il diciottesimo tennista a conquistare un titolo del circuito maggiore nell'era Open.
Dopo il primo turno del Roland Garros e il secondo di Wimbledon, riemerge a luglio ad Umago dove conferma la finale sconfiggendo tra gli altri Carlos Moyá suo giustiziere l'anno precedente. Nella finale di questa edizione, trova Guillermo Cañas, ma esce ancora sconfitto.
In agosto partecipa e vince il challenger di Trani. La settimana dopo è impegnato nel torneo di singolare dei Giochi della XXVII Olimpiade di Atene dove viene eliminato da Fabrice Santoro. A settembre raggiunge la semifinale a Bucarest e la terza finale ATP della stagione, a Palermo, dove viene sconfitto da Tomáš Berdych, tanto da meritare il premio di "giocatore del mese" da parte dell'ATP.

### 2005-2006
Coglie il primo risultato di rilievo del 2005 con la semifinale a Viña Del Mar. Dopo i quarti di Acapulco e la semifinale di Casablanca torna dopo due anni nei quarti di un Masters Series a Monte-Carlo grazie alla vittorie contro Wayne Arthurs, Guillermo Cañas e Mariano Puerta, risultato che ripete ad Amburgo battendo Nicolás Almagro, Feliciano López, Sébastien Grosjean e perdendo di stretta misura contro Davydenko. Al Roland Garros viene sconfitto al terzo turno mentre giunge in semifinale al challenger di Biella e al torneo ATP di Umago. Conclude la stagione con la sua seconda finale consecutiva a Palermo, dove viene sconfitto per il secondo consecutivo, stavolta per mano di Igor' Andreev.
Il 2006 comincia con un'inedita semifinale sul cemento a Doha dove sconfigge nei quarti il n° 5 del mondo Nikolaj Davydenko. A Buenos Aires raggiunge la sua sesta finale ATP in carriera, dove subisce una nuova sconfitta da Carlos Moyá. Da febbraio in poi inanella una serie di precoci eliminazioni fino a luglio quando raccoglie due semifinali a Umago e Sopot. Nel frattempo, il 15 maggio, perde la leadership nazionale nel ranking ATP dopo 157 settimane consecutive (record per il tennis italiano).
A Bucarest raggiunge la sua settima finale ATP in carriera, dove si arrende a Jürgen Melzer.
Il 1º ottobre del 2006, nella terza finale da lui disputata a Palermo, si aggiudica il suo secondo e ultimo titolo ATP, battendo in finale Nicolás Lapentti per 5-7, 6-1, 6-3.

### 2007-2008
Comincia il 2007 con una serie di sconfitte sul cemento, cresce poi di condizione sulla terra rossa europea: esce ai quarti a Valencia, al terzo turno a Barcellona e agli Internazionali d'Italia raggiunge la semifinale, sconfiggendo contro pronostico Richard Gasquet 6-4 6-7 6-4 nel secondo turno, il n° 1 del ranking ATP Roger Federer 6-2, 6-4 negli ottavi e Tomáš Berdych 6-2, 6-3 nei quarti, subendo in semifinale il 6-1, 6-2 da Fernando González. Volandri diventa così il quarto tennista italiano della storia a sconfiggere un n° 1 ATP e, relativamente a Roma, il quarto italiano nell'era Open ad aver raggiunto la semifinale, 29 anni dopo Adriano Panatta.
Poche settimane dopo, al Roland Garros, conferma il suo ottimo stato di forma arrivando fino agli ottavi di finale battendo al terzo turno Ivan Ljubičić in cinque set, prima di cedere a Tommy Robredo in tre set. A luglio, con la semifinale al Challenger di Torino e quella al torneo di ATP Båstad, raggiunge la 25ª posizione del ranking, suo record personale.

### 2009
Il 2009 può essere definito "l'annus horribilis" di Volandri, che in gennaio subisce una squalifica per doping, revocata nel marzo successivo. Inizia quindi la stagione in aprile ripartendo dalla 140ª posizione del ranking, e verso fine mese raggiunge le semifinali al Challenger di Roma. Ai successivi Internazionali d'Italia avverte un dolore al ginocchio sinistro e perde in tre set contro Fognini al primo turno. L'infortunio si rivela più grave del previsto ma Volandri sceglie di continuare a giocare compromettendo il resto della stagione. Tra i deludenti risultati che seguono vi è la mancata qualificazione al Roland Garros in maggio. Prima di fine anno partecipa ad altri due soli tornei ATP, venendo eliminato al primo turno a Umago in luglio e a Bucarest in settembre. Si concentra soprattutto sui tornei Challenger, perdendo in due set la finale a Trani contro Daniel Koellerer in agosto e venendo eliminato in semifinale a Milano in giugno e a Cordenons in agosto. Chiude la deludente stagione al 215º posto del ranking ATP, dopo essere stato 292º in agosto.

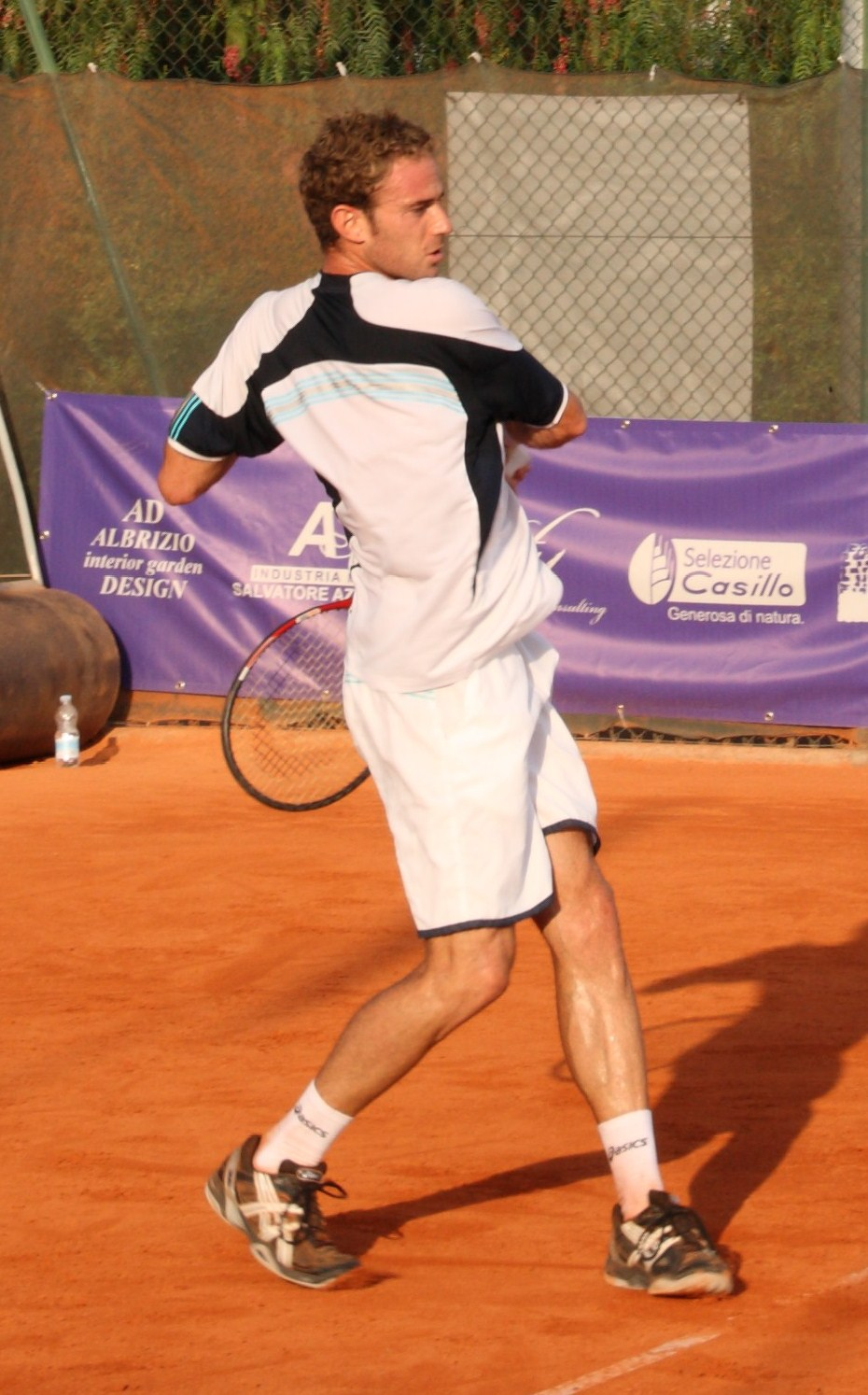
Volandri durante la Trani Cup 2010

### 2010
Il 2010 di Volandri è migliore dell'anno precedente, con una serie di risultati che gli fanno risalire la classifica ATP. Il 18 aprile arriva il primo trofeo stagionale nel torneo Challenger di Roma, battendo in finale in due set Lamine Ouahab. Agli Internazionali d'Italia risulta il migliore degli italiani; nei primi due turni supera agevolmente in due set Peter Luczak e Julien Benneteau, perdendo agli ottavi di finale in tre set da Ernests Gulbis, che aveva eliminato Roger Federer. I risultati gli consentono di risalire al 120º posto della classifica ATP. Il 6 giugno 2010 vince un altro torneo Challenger a Roma superando in finale Reda El Amrani con il punteggio di 6-3 6-2. Rientra tra i primi 100 del ranking mondiale con la finale conquistata al torneo di S.Marino e sale ancora dopo un'altra finale giocata la settimana successiva al torneo di Trani. Riesce così a rientrare nel giro dei tornei del circuito maggiore in settembre e al primo turno dell'ATP 250 di Bucarest supera in due set il nº 63 del ranking Łukasz Kubot, prima di cedere in tre set a Marcel Granollers. Nell'ATP 250 di San Pietroburgo perde in tre set al primo turno da Tejmuraz Gabašvili. Chiude la stagione al 91º posto mondiale.

### 2011-2012

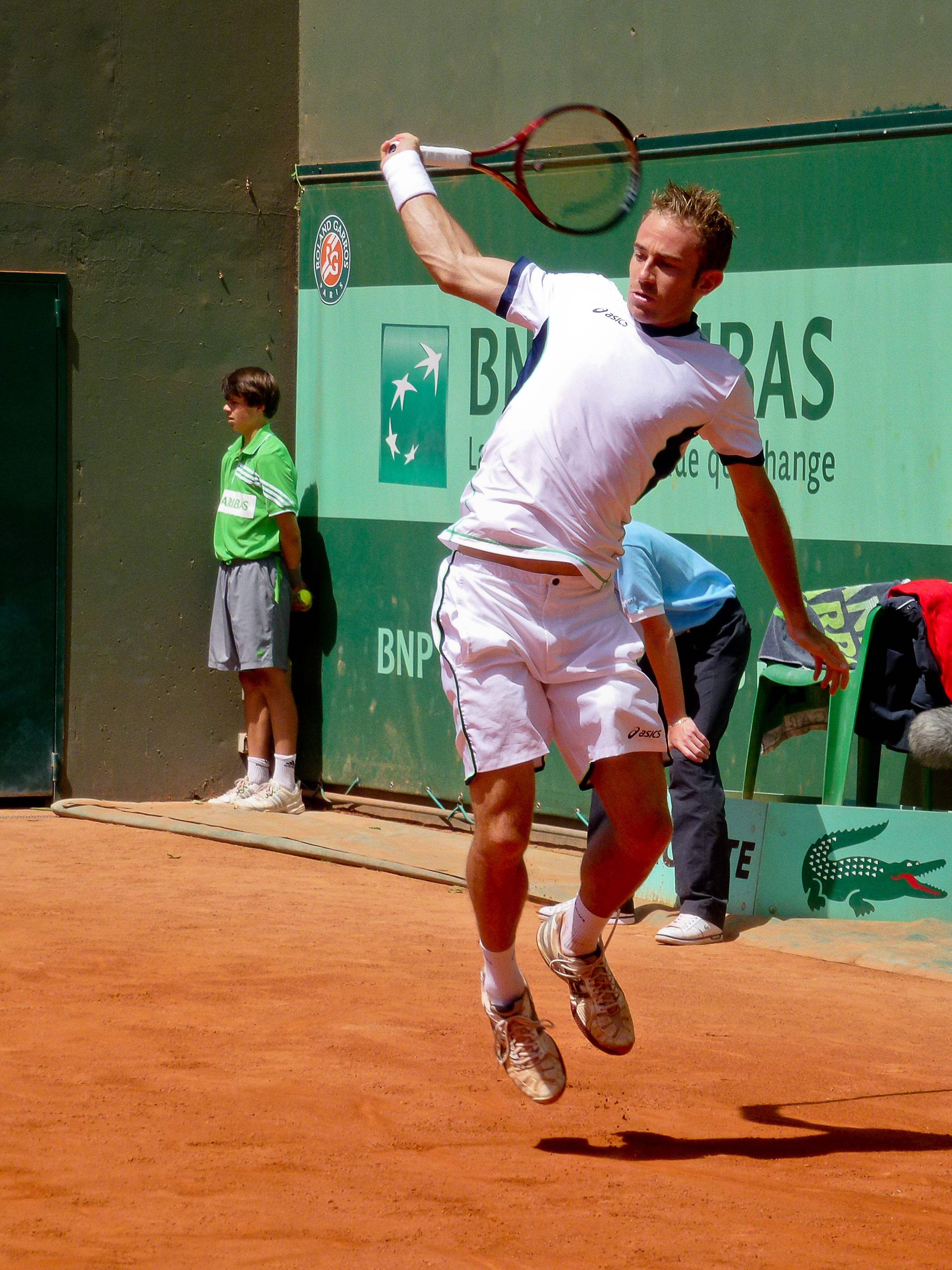
Filippo Volandri in azione nel 2011

Agli Australian Open 2011 Volandri esce di scena al primo turno contro il russo Igor' Andreev. In febbraio viene eliminato al primo turno da Thomaz Bellucci al torneo di Santiago. La settimana successiva al Brasil Open supera al primo turno Victor Hănescu e perde al secondo da Rui Machado. A fine febbraio esce al primo turno del torneo di Acapulco per mano di Nicolás Almagro. Al torneo di Casablanca batte al primo turno Julien Benneteau e perde al secondo contro Albert Montañés. Supera le qualificazioni del torneo di Montecarlo e al primo turno viene sconfitto in due set da Marin Čilić. A fine aprile perde in semifinale al torneo di Belgrado contro lo spagnolo Feliciano López. Agli Internazionali d'Italia batte al primo turno in due set Thiemo De Bakker e perde al secondo contro Stan Wawrinka in tre set.
Al Roland Garros esce di scena al primo turno contro Arnaud Clément. Il 24 luglio 2011 vince il torneo Challenger di Orbetello battendo in finale Matteo Viola con il punteggio di 4-6, 6-3, 6-3.
Il 19 febbraio del 2012, sul rosso del torneo di San Paolo, disputa la sua nona e ultima finale in carriera, dopo aver battuto tra gli altri David Nalbandian e Thomaz Bellucci. Nell'atto conclusivo perde contro Nicolás Almagro un match combattuto con il punteggio di 3-6, 6-4, 4-6. La settimana successiva si ritira durante l'incontro di primo turno contro Juan Mónaco nella Copa Claro di Buenos Aires. In febbraio perde in due set da Fernando Verdasco al primo turno dell'ATP 500 di Acapulco. Partecipa dunque al Challenger di Rabat, perdendo in finale da Martin Kližan per 2-6, 3-6. Rinuncia a disputare il Masters 1000 di Miami e rientra il 4 aprile al torneo Challenger di Barletta.

### 2013
La stagione inizia con l'eliminazione al primo turno agli Australian Open 2013 per mano di Gilles Simon. A febbraio non riesce a difendere la finale di San Paolo, dove viene fermato nei quarti da Martín Alund; esce così dai primi 100 del ranking mondiale. Dopo le eliminazioni all'esordio a Buenos Aires e Acapulco, torna a superare un turno nel tabellone principale di un torneo ATP a Casablanca dove, proveniente dalle qualificazioni, viene estromesso al secondo turno da Martin Kližan.
Non riesce invece ad accedere al tabellone principale di Monte Carlo, perdendo al secondo turno delle qualificazioni contro Albert Ramos Viñolas. Ci riesce invece a Bucarest, eliminando sia Marco Cecchinato che Flavio Cipolla, ma perde al primo turno con Gaël Monfils.
La seconda parte dell'anno lo vede impegnato soprattutto in tornei Challenger. Fanno eccezione gli Internazionali di Roma (dove gode di una wild card ma perde subito di nuovo con Simon, mentre supera un turno in doppio in coppia con Cipolla), lo Swedish Open, dove arriva al secondo turno, gli US Open (dove perde subito con John Isner e il torneo di Mosca, dove viene subito battuto da Paolo Lorenzi.
Tuttavia sono proprio le buone prestazioni nel circuito Challenger, soprattutto in Italia, a permettergli di riconquistare posizioni in classifica. In estate conquista i trofei di Milano e Orbetello (entrambi da numero uno del torneo), mentre raggiunge la finale a Roma in maggio, a San Marino in agosto e a Genova in settembre.
Può così partecipare a novembre alle Finali del circuito Challenger di San Paolo dove, dopo una sconfitta all'esordio con Alejandro González, vince i restanti due singolari del girone, elimina in semifinale Tejmuraz Gabašvili per ritrovare in finale proprio González, che questa volta supera per 4-6 6-4 6-2. Volandri si aggiudica così il trofeo più ricco della propria stagione e torna al 70º posto del ranking ATP. Sarà anche il suo ultimo trofeo vinto in carriera.

### 2014
Il miglioramento in classifica permette a Volandri di accedere direttamente al tabellone principale dei tornei del circuito maggiore nei primi mesi dell'anno.
Esce però al primo turno nei primi quattro tornei a cui partecipa: Doha, Auckland, Australian Open e Viña del Mar (dove supera un turno nel doppio in coppia con Lorenzi). Vince il suo ultimo incontro in carriera in un tabellone principale ATP alla Copa Claro 2014 di Buenos Aires battendo al primo turno 5-7, 6-0, 6- 3 il qualificato cileno Cristian Garín, ma nel successivo incontro subisce un pesante 6-2 6-1 da Albert Ramos Viñolas. Avare di soddisfazioni anche le partecipazioni ai tornei di Rio (dove è costretto al ritiro durante il terzo set del match d'esordio), San Paolo, Miami e Casablanca.
Costretto a giocare le qualificazioni a Monte Carlo, viene battuto da Gabašvili al secondo turno preliminare; ad estrometterlo al primo turno dal torneo di Bucarest è invece Lukáš Rosol, poi finalista del torneo. Viene eliminato al primo turno anche a Oeiras per mano del portoghese Gastao Elias. Torna a vincere un incontro nel Challenger romano di maggio e arriva in semifinale, perdendola in due set da Pablo Cuevas. Esce al primo turno ai successivi Internazionali d'Italia, a Nizza e al Roland Garros senza vincere alcun set contro Gilles Simon, Robin Haase e Sam Querrey. Nei match dei successivi tre Challenger ottiene 2 vittorie e tre sconfitte che lo riportano fuori dai top 100, prima di uscire al primo turno a Wimbledon, battuto in tre set da Édouard Roger-Vasselin. Per il resto della stagione gioca solo nel circuito Challenger, unica eccezione l'ATP 250 di Gstaad in cui viene superato in due set da Kenny De Schepper al primo turno. Di rilievo i quarti di finale raggiunti in agosto a Cordenons, dove si ritira durante l'incontro con Potito Starace, e la finale di Biella, persa in settembre contro Matteo Viola per 5-7, 1-6.

### 2015-2016
Inizia la stagione 2015 in febbraio alle qualificazioni del torneo ATP di San Paolo, dove si presenta con il nº 211 del ranking e viene subito battuto da Thiemo de Bakker. Non riesce a qualificarsi neanche ai successivi tornei di Rio de Janeiro e Buenos Aires, pur vincendo 3 dei 5 incontri disputati. Nel corso della stagione tenta senza successo le qualificazioni a Monte-Carlo e al Roland Garros, per il resto si esibisce esclusivamente in tornei Challenger. Ottiene buoni risultati in aprile a Vercelli, dove approda alla sua ultima finale in carriera perdendo in tre set da Tarō Daniel, in giugno a Perugia, sconfitto in semifinale da Matteo Viola in tre set, e in agosto a Manerbio, dove si ritira durante il match di semifinale. In settembre a Genova batte al secondo turno il nº 83 ATP Paolo Lorenzi, ma nei quarti è costretto al ritiro durante l'incontro con Marco Cecchinato. Chiude il 2015 al 192º posto del ranking mondiale.
Come l'anno precedente, apre il 2016 in Sud America e non supera le qualificazioni a Buenos Aires e a San Paolo. In aprile al Challenger di Napoli batte al primo turno in due set il nº 129 ATP Andrej Martin e viene eliminato nei quarti da Jozef Kovalik. Viene quindi sconfitto da Thomas Fabbiano al primo match delle qualificazioni di Monte-Carlo. Raggiunge le semifinali nei due successivi Challenger di Torino e Roma, battuto rispettivamente da Enrique Lopez Perez e Kyle Edmund. Dopo più di due anni, torna nel main draw di un torneo ATP al Masters 1000 romano superando nelle qualificazioni Malek Jaziri, che si ritira quando il toscano era avanti 6-4, 4-1, e in rimonta Radek Štěpánek; al primo turno perde strappando il primo set al nº 9 ATP David Ferrer. Tenta per l'ultima volta di entrare nel tabellone principale di uno Slam al Roland Garros, ma viene eliminato subito da Kenny De Schepper. In luglio disputa il suo ultimo incontro nel main draw di un torneo ATP a Kitzbuhel perdendo in due set dall'emergente Karen Chačanov, dopo aver eliminato nelle qualificazioni in tre set Nils Langer e Guido Andreozzi. Nel resto della stagione è impegnato senza troppo successo nei tornei Challenger. Nel settembre 2016, all'età di 35 anni, disputa il suo ultimo torneo da professionista al Due Ponti Challenger di Roma, dove supera 6-2, 6-3 al primo turno Thiemo de Bakker e perde 5-7, 6-7 al secondo da Elias Ymer.

## Caratteristiche tecniche
Giocatore che predilige il gioco da fondo campo, il suo colpo più spettacolare e redditizio è il rovescio, che esegue a una mano, ma dispone comunque di un buon dritto che esegue preferibilmente in open stance, con i piedi e il corpo rivolti verso l'avversario. Malgrado i miglioramenti nel corso della carriera, il punto debole è sempre stato il servizio, colpo abbastanza lento, falloso e poco incisivo. Uno dei suoi rimpianti è stato quello di aver iniziato a giocare sul veloce a 16 anni, il che gli ha precluso risultati migliori fuori dalla terra rossa, superficie su cui ha disputato tutte le 42 finali raggiunte da professionista.

## Carriera da allenatore
Dopo il ritiro dall'agonismo entra come tecnico nei quadri della Federazione Italiana Tennis. Nel 2018 gli viene affidato l'incarico di Direttore Tecnico Nazionale, con il compito di seguire e organizzare la formazione dei nuovi talenti del tennis italiano. Nel gennaio 2021 subentra a Corrado Barazzutti nel ruolo di capitano non giocatore della squadra italiana di Coppa Davis.
Il 26 novembre 2023, sotto la sua guida tecnica, l'Italia conquista la Coppa Davis, a 47 anni dall'ultimo titolo.
L'anno successivo, il 24 novembre 2024, sempre nel ruolo di capitano, porta la nazionale italiana a rivincere la Coppa Davis a Malaga con le due vittorie nel singolare di Berrettini e Sinner contro l'Olanda, diventando il quinto tecnico della storia ad ottenere due successi consecutivi nel torneo a squadre più prestigioso del tennis internazionale. 

## Vita privata
Da anni Volandri è sposato con la modella Francesca Fichera, ex valletta del programma Rai L'eredità dal 2011 al 2017, dalla quale ha avuto una bambina di nome Emma, nata il 13 giugno 2017 e un figlio, Edoardo, nato nel 2019.

## Statistiche

### Singolare

#### Vittorie (2)
| Legenda                   |
| Grande Slam (0)           |
| ATP World Tour Finals (0) |
| ATP Masters 1000 (0)      |
| ATP World Tour 500 (0)    |
| ATP World Tour 250 (2)    |

| Numero | Data              | Torneo                                        | Superficie  | Avversario in finale | Punteggio     |
| 1.     | 17 maggio 2004    | Hypo Group Tennis International, Sankt Pölten | Terra rossa | Xavier Malisse       | 6–1, 6–4      |
| 2.     | 25 settembre 2006 | Campionati Internazionali di Sicilia, Palermo | Terra rossa | Nicolás Lapentti     | 5–7, 6–1, 6–3 |

#### Finali perse (7)
| Legenda                   |
| Grande Slam (0)           |
| ATP World Tour Finals (0) |
| ATP Masters 1000 (0)      |
| ATP World Tour 500 (0)    |
| ATP World Tour 250 (7)    |

| Numero | Data              | Torneo                                            | Superficie  | Avversario in finale | Punteggio     |
| 1.     | 27 luglio 2003    | Croatia Open Umag, Umago (1)                      | Terra rossa | Carlos Moyá          | 4–6, 6–3, 5–7 |
| 2.     | 25 luglio 2004    | Croatia Open Umag, Umago (2)                      | Terra rossa | Guillermo Cañas      | 5–7, 3–6      |
| 3.     | 3 ottobre 2004    | Campionati Internazionali di Sicilia, Palermo (1) | Terra rossa | Tomáš Berdych        | 3–6, 3–6      |
| 4.     | 2 ottobre 2005    | Campionati Internazionali di Sicilia, Palermo (2) | Terra rossa | Igor' Andreev        | 6–0, 1–6, 3–6 |
| 5.     | 19 febbraio 2006  | Copa Telmex, Buenos Aires                         | Terra rossa | Carlos Moyá          | 6(6)–7, 4–6   |
| 6.     | 17 settembre 2006 | BCR Open Romania, Bucarest                        | Terra rossa | Jürgen Melzer        | 1–6, 5–7      |
| 7.     | 19 febbraio 2012  | Brasil Open, San Paolo                            | Terra rossa | Nicolás Almagro      | 3–6, 6–4, 4–6 |

### Doppio

#### Finali perse (1)
| Legenda                   |
| Grande Slam (0)           |
| ATP World Tour Finals (0) |
| ATP Masters 1000 (0)      |
| ATP World Tour 500 (1)    |
| ATP World Tour 250 (0)    |

| Numero | Data         | Torneo                            | Superficie  | Compagno       | Avversari in finale          | Punteggio |
| 1.     | 5 marzo 2006 | Abierto Mexicano Telcel, Acapulco | Terra rossa | Potito Starace | František Čermák Leoš Friedl | 5–7, 2–6  |

### Tornei minori

#### Singolare

##### Vittorie (13)
| Legenda tornei minori          |
| ATP Challenger Tour Finals (1) |
| Challenger (11)                |
| Futures (1)                    |

| Numero | Data              | Torneo                                | Superficie  | Avversario in finale | Punteggio        |
| 1.     | 11 ottobre 1999   | Selargius                             | Terra rossa | Massimo Dell'Acqua   | 6–1, 6–4         |
| 2.     | 18 settembre 2000 | Canella Challenger, Biella            | Terra rossa | Hernán Gumy          | 6–3, 6–2         |
| 3.     | 17 marzo 2003     | Cagliari Challenger, Cagliari         | Terra rossa | Rafael Nadal         | 2–6, 6–2, 6–1    |
| 4.     | 9 giugno 2003     | Canella Challenger, Biella            | Terra rossa | José Acasuso         | 2–6, 7–6(4), 6–4 |
| 5.     | 2 agosto 2004     | Trani Cup, Trani                      | Terra rossa | Francesco Aldi       | 6–1, 6–3         |
| 6.     | 27 luglio 2008    | San Marino CEPU Open, San Marino      | Terra rossa | Potito Starace       | 5–7, 6–4, 6–1    |
| 7.     | 3 agosto 2008     | Zucchetti Kos Tennis Cup, Cordenons   | Terra rossa | Óscar Hernández      | 6–3, 7–5         |
| 8.     | 18 aprile 2010    | Rai Open, Roma                        | Terra rossa | Lamine Ouahab        | 6–4, 7–5         |
| 9.     | 6 giugno 2010     | Due Ponti Cup, Roma                   | Terra rossa | Reda El Amrani       | 6–3, 6–2         |
| 10.    | 24 luglio 2011    | Trofeo Bellaveglia, Orbetello         | Terra rossa | Matteo Viola         | 4–6, 6–3, 6–2    |
| 11.    | 23 giugno 2013    | Milano ATP Challenger, Milano         | Terra rossa | Andrej Martin        | 6–3, 6–2         |
| 12.    | 28 luglio 2013    | Trofeo Stefano Bellaveglia, Orbetello | Terra rossa | Pere Riba            | 6–4, 7–6(7)      |
| 13.    | 17 novembre 2013  | ATP Challenger Tour Finals, San Paolo | Terra rossa | Alejandro González   | 4–6, 6–4, 6–2    |

##### Finali perse (16)
| Legenda tornei minori |
| Challenger (15)       |
| Futures (1)           |

| Numero | Data              | Torneo                                     | Superficie  | Avversario in finale     | Punteggio     |
| 1.     | 22 marzo 1999     | Sassari                                    | Terra rossa | Kris Goossens            | 1–6, 6–1, 4–6 |
| 2.     | 13 agosto 2000    | Prague Cup, Praga                          | Terra rossa | Albert Montañés          | 1–6, 1–6      |
| 3.     | 5 maggio 2002     | Roma Open, Roma                            | Terra rossa | Martín Vassallo Argüello | 4–6, 0–6      |
| 4.     | 19 agosto 2002    | S Tennis Masters Challenger, Graz          | Terra rossa | Olivier Mutis            | 2–6, 2–6      |
| 5.     | 23 agosto 2009    | Trani Cup, Trani                           | Terra rossa | Daniel Köllerer          | 3–6, 5–7      |
| 6.     | 8 agosto 2010     | San Marino CEPU Open, San Marino           | Terra rossa | Robin Haase              | 2–6, 6(8)–7   |
| 7.     | 15 agosto 2010    | Trani Cup, Trani                           | Terra rossa | Jesse Huta Galung        | 6(3)–7, 4–6   |
| 8.     | 3 aprile 2011     | Open Barletta, Barletta                    | Terra rossa | Aljaž Bedene             | 5–7, 3–6      |
| 9.     | 23 aprile 2011    | Tennis Napoli Cup, Napoli                  | Terra rossa | Thomas Schoorel          | 2–6, 6(4)–7   |
| 10.    | 18 settembre 2011 | Internazionali di Tennis dell'Umbria, Todi | Terra rossa | Carlos Berlocq           | 3–6, 1–6      |
| 11.    | 17 marzo 2012     | Morocco Tennis Tour, Rabat                 | Terra rossa | Martin Kližan            | 2–6, 3–6      |
| 12.    | 12 maggio 2013    | Roma Open, Roma                            | Terra rossa | Aljaž Bedene             | 4–6, 2–6      |
| 13.    | 11 agosto 2013    | San Marino CEPU Open, San Marino           | Terra rossa | Marco Cecchinato         | 3–6, 4–6      |
| 14.    | 8 settembre 2013  | Genoa Open Challenger, Genova              | Terra rossa | Dustin Brown             | 6(5)–7, 3–6   |
| 15.    | 14 settembre 2014 | Biella Challenger, Biella                  | Terra rossa | Matteo Viola             | 5–7, 1–6      |
| 16.    | 26 aprile 2015    | Torneo Città di Vercelli, Vercelli         | Terra rossa | Tarō Daniel              | 3–6, 6–1, 4–6 |

#### Doppio

##### Finali perse (3)
| Legenda tornei minori |
| Challenger (2)        |
| Futures (1)           |

| Numero | Data             | Torneo           | Superficie  | Compagno          | Avversari in finale             | Punteggio        |
| 1.     | 14 novembre 1999 | Nicosia          | Terra rossa | Elia Grossi       | Alessandro Da Col Jovan Savic   | 6–3, 1–6, 6(4)–7 |
| 2.     | 19 aprile 2009   | Rai Open, Roma   | Terra rossa | Daniele Bracciali | Simon Greul Alessandro Motti    | 4–6, 5–7         |
| 3.     | 15 agosto 2010   | Trani Cup, Trani | Terra rossa | Daniele Bracciali | Thomas Fabbiano Matteo Trevisan | 2–6, 5–7         |

## Risultati in progressione
| Torneo                | 2003 | 2004 | 2005 | 2006 | 2007 | 2008 | 2009 | 2010 | 2011 | 2012 | 2013 | 2014 | 2015 | 2016 | Carriera V-P |
| --------------------- | ---- | ---- | ---- | ---- | ---- | ---- | ---- | ---- | ---- | ---- | ---- | ---- | ---- | ---- | ------------ |
| Australian Open       | A    | 2T   | 1T   | 1T   | 1T   | 1T   | A    | A    | 1T   | 1T   | 1T   | 1T   | A    | A    | 1–8          |
| Open di Francia       | 1T   | 1T   | 3T   | 2T   | 4T   | 1T   | Q2   | A    | 1T   | 1T   | Q2   | 1T   | Q2   | Q1   | 6–9          |
| Wimbledon             | 1T   | 2T   | 1T   | 1T   | 1T   | 1T   | A    | A    | 1T   | 1T   | A    | 1T   | A    | A    | 1–9          |
| US Open               | 1T   | 2T   | 1T   | 1T   | 1T   | A    | A    | A    | 1T   | 1T   | 1T   | A    | A    | A    | 1–8          |
| Vittorie-Sconfitte    | 0–3  | 3–4  | 2–4  | 1–4  | 3–4  | 0–3  | 0–0  | 0–0  | 0–4  | 0–4  | 0–2  | 0-3  | 0-0  | 0-0  | 9–35         |
| Finali ATP World Tour | 1    | 3    | 1    | 3    | 0    | 0    | 0    | 0    | 0    | 1    | 0    | 0    | 0    | 0    | 9            |
| Tornei vinti          | 0    | 1    | 0    | 1    | 0    | 0    | 0    | 0    | 0    | 0    | 0    | 0    | 0    | 0    | 2            |
| Ranking di fine anno  | 48   | 43   | 39   | 38   | 40   | 104  | 218  | 91   | 69   | 88   | 71   | 212  | 192  | 267  | N/A          |

| Sigla      | Risultato               |
| ---------- | ----------------------- |
| V          | Vincitore               |
| F          | Finalista               |
| SF         | Semifinalista           |
| QF         | Quarti di Finale        |
| 4T         | Quarto turno            |
| 3T         | Terzo turno             |
| 2T         | Secondo turno           |
| 1T         | Primo turno             |
| A          | Assente                 |
| Q1, Q2, Q3 | Turni di Qualificazione |

### Guadagni *
| Anno     | ATP 250 | Challenger | Futures | Totale | Guadagni ($) | Posizione |
| -------- | ------- | ---------- | ------- | ------ | ------------ | --------- |
| 1999     | 0       | 0          | 1       | 1      | 8.701        | 512       |
| 2000     | 0       | 1          | 0       | 1      | ND           | ND        |
| 2001     | 0       | 0          | 0       | 0      | ND           | ND        |
| 2002     | 0       | 0          | 0       | 0      | 41.921       | 272       |
| 2003     | 0       | 2          | 0       | 2      | 311.208      | 71        |
| 2004     | 1       | 1          | 0       | 2      | 400.999      | 59        |
| 2005     | 0       | 0          | 0       | 0      | 460.942      | 49        |
| 2006     | 1       | 0          | 0       | 1      | 472.705      | 49        |
| 2007     | 0       | 0          | 0       | 0      | 450.715      | 50        |
| 2008     | 0       | 2          | 0       | 2      | 296.584      | 101       |
| 2009     | 0       | 0          | 0       | 0      | 58.140       | 273       |
| 2010     | 0       | 2          | 0       | 2      | 119.046      | 174       |
| 2011     | 0       | 1          | 0       | 1      | 309.224      | 98        |
| 2012     | 0       | 0          | 0       | 0      | 338.306      | 97        |
| 2013     | 0       | 2          | 0       | 2      | 190.683      | 136       |
| Carriera | 2       | 11         | 1       | 14     | 3.537.589    | 162       |

*Singolare e Doppio sommati